# Macornay

Macornay este o comună franceză în Cantonul Lons-le-Saunier-Sud,  Arondismentul Lons-le-Saunier, departamentul Jura, în regiunea Bourgogne-Franche-Comté.

## Geografie
Comunele învecinate sunt Lons-le-Saunier la nord, Montaigu la nord-est, Moiron la est, Bornay la sud-est, Geruge la sud-vest și Courbouzon la vest. Orașe mai mari sunt îndepărtate (stradal): Bourg-en-Bresse la 75 km, Macon la 90 km, Besançon la 104 km, Dijon la 113 km, Lyon la 149 km.
Teritoriul municipiului se întinde pe o suprafață de 459 de hectare la o altitudine de 250 până la 500 de metri de-a lungul râului Sorne. Două treimi din suprafața ariei protejate Mancy se află pe teritoriul Macornay. Viile de pe dealuri, odată cunoscute, au dispărut.

## Scurt istoric
Macornay are o istorie foarte veche:
În anul 1181, localitatea a fost menționată pentru prima dată într-o bulă publicată de Papa Lucius al III-lea în care confirmă Macornay posesie a abației  Château-Chalon⁠(fr)[traduceți].
În 1443 a fost construită nava bisericii dedicată Nașterii Maicii Domnului și o capelă (în 1500 au mai fost ridicate două). La mijlocul secolului au locuit în sat 44 de familii, supuse Domnilor de Montmorot, dar în decembrie 1636 o epidemie de pestă a decimat populația evident.
De abia în 1737 a fost construit corul bisericii. Amvoanele bisericii sunt remarcate ca cele mai frumoase în tot departamentul (Panourile sale sunt sculptate în relief înalt, cu Isus Hristos, evangheliștii și un număr mare de motive din Noul Testament), iar în 1780 arhitectul Augustin Desvernois a renovat biserica în stil mare, extinzând fereastra de vest.
În ziua de 19 martie 1823, comuna Vaux-sous-Bornay a fost conectată la Macornay.
În ziua de 2 iulie 1854 s-a născut marele micolog Narcisse Théophile Patouillard.
În 1858 a fost construită o casă comună și o școală pentru băieți, iar șapte ani mai târziu s-a deschis o bibliotecă poluară. În același an au început lucrările de transformare ale turului bisericii cu patru late în unul octogonal și un an mai târziu a fost inaugurată o școală pentru fete. Arhitect pentru ambele proiecte a fost Louis Rousseau.
În ziua de 28 septembrie 1912 a fost deschis un oficiul poștal cu telefon public precum instalată o cutie de scrisori în fața casei comunale. Ultimele case au fost electrificate de abia în 1932.

## Evoluția populației
Evoluția populației progresează foarte încet:
| An        | 1800 | 1851 | 1901 | 1926 | 1954 | 1975 | 1990 | 1999 | 2007  | 2012  |
| --------- | ---- | ---- | ---- | ---- | ---- | ---- | ---- | ---- | ----- | ----- |
| Populație | 433  | 760  | 531  | 509  | 538  | 550  | 780  | 880  | 1.008 | 1.009 |

## Arii protejate

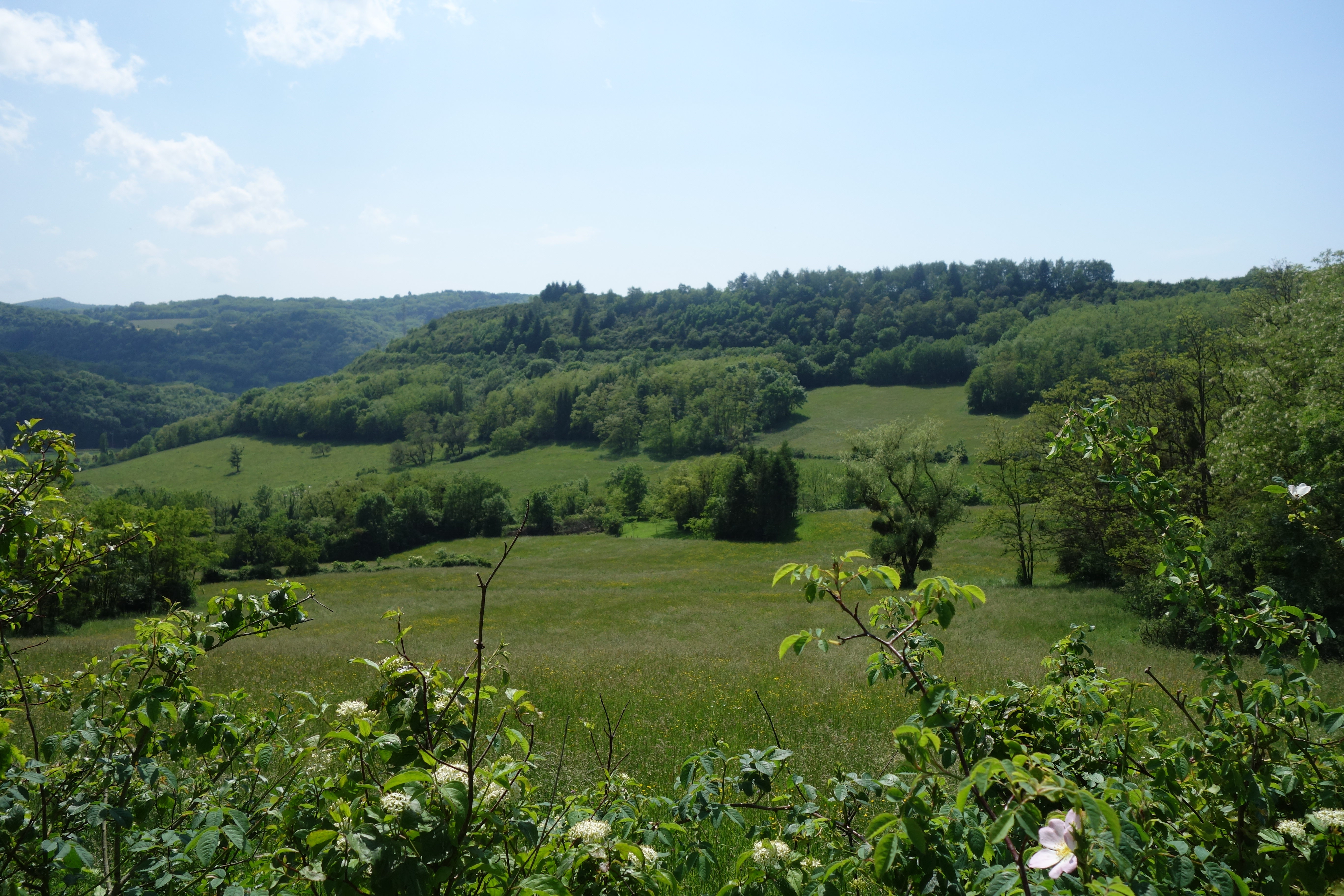
Côte de Mancy

Comuna are două arii protejate franceze:
- Rezervația naturală națională (RNN 110) Grotte de Gravelle (1992)[7]
- Rezervația naturală regională (RNR 117) Côte de Mancy (2010) pe care o împarte cu orașul Lons-le-Saunier[8]